# اختلال پرخوری
اختلال پرخوری (به انگلیسی: Binge eating disorder)، یک اختلال خوردن است که با دوره‌های پرخوری پرتکرار و مکرر همراه با مشکلات روانی و اجتماعی منفی مشخص می‌شود، اما بدون رفتارهای جبرانی رایج در پرخوری عصبی، اختلال دیگر خوردن و تغذیه، یا زیرگروه بی‌اشتهایی عصبی است.
پرخوری یکی از شایع‌ترین اختلال‌های خوردن در میان بزرگسالان است، اگرچه در مقایسه با بی‌اشتهایی عصبی و پرخوری عصبی، پوشش و تحقیقات کمتری دربارهٔ این اختلال در رسانه‌ها وجود دارد.

## علائم و نشانه‌ها
- غذا خوردن بسیار سریع‌تر از حد معمول،[۲] شاید در یک بازه زمانی کوتاه[۳]
- خوردن تا زمانی که احساس سیری ناراحت‌کننده داشته باشید[۲]
- خوردن مقدار زیادی در زمانی که گرسنه نیستید[۲]
- از دست دادن ذهنی کنترل بر مقدار یا آنچه خورده می‌شود[۴]
- پرخوری‌ها ممکن است از قبل برنامه‌ریزی شده باشند،[۲] که شامل خرید غذاهای مخصوص پرخوری،[۲] و اختصاص زمان خاصی برای پرخوری، گاهی در شب می‌شود.
- خوردن به تنهایی یا مخفیانه به دلیل خجالت از مقدار غذای مصرفی[۲]
- ممکن است در حین پرخوری حالت روانی گیج‌شده وجود داشته باشد[۲]
- ناتوانی در به خاطر سپردن آنچه پس از پرخوری خورده شده‌است[۲]
- احساس گناه، شرم یا انزجار به دنبال پرخوری[۲][۴]
- آشفتگی تصویر بدن[۵]